# نانسیس کریک (آلاباما)
نانسیس کریک (به انگلیسی: Nances Creek) شهرکی در شهرستان کلهون ایالت آلاباما است که مساحت آن ۱۵٫۰۶ کیلومترمربع است و در سرشماری سال ۲۰۱۰ میلادی، ۴۰۷ نفر جمعیت داشته و تراکم جمعیتی آن، ۲۷٫۰۳ در کیلومترمربع بوده است.